# Jamaal Tinsley
Jamaal Tinsley   (Brooklyn, 28 de febrer de 1978) és un exjugador de bàsquet estatunidenc que jugava a la posició base.
Tinsley va jugar a bàsquet universitari per als Iowa State Cyclones. Després de l'últim any, va ser seleccionat pels Vancouver Grizzlies amb la 27a selecció del draft de l'NBA del 2001, però els drets van ser transferits la mateixa nit als Atlanta Hawks primer, i tot seguit als Indiana Pacers. Tinsley va jugar 11 temporades a l'NBA, principalment amb els Pacers, així com amb els Memphis Grizzlies i Utah Jazz.